# Taft Mosswood
Taft Mosswood é uma Região censo-designada localizada no estado americano da Califórnia, no Condado de San Joaquin.

## Demografia
Segundo o censo americano de 2000, a sua população era de 1388 habitantes.

## Geografia
De acordo com o United States Census Bureau tem uma área de 1,4 km², dos quais 1,4 km² cobertos por terra e 0,0 km² cobertos por água.

## Localidades na vizinhança
O diagrama seguinte representa as localidades num raio de 8 km ao redor de Taft Mosswood.